# پاشکونگه
پاشکونگه (به لهستانی:  Pasikonie) یک روستا در لهستان است که در گمینا کامپینوس واقع شده‌است. پاشکونگه ۱۷۰ نفر جمعیت دارد.